# Haidar Bammat

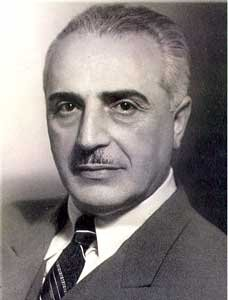
Haidar Bammat

Haidar Bammat (ur. 3 listopada 1890 w mieście Temir-Chan-Szura, zm. 31 marca 1965 w Paryżu) – północnokaukaski działacz polityczno-społeczny, minister spraw zagranicznych Republiki Górskiej Północnego Kaukazu, emigracyjny działacz narodowowyzwoleńczy i publicysta.

## Życiorys
Ukończył szkołę średnią w Stawropolu, zaś w 1912 r. prawo na uniwersytecie w Petersburgu. Pracował w kancelarii gubernatora Kaukazu w Tyflisie.
Po rewolucji lutowej 1917 r. stał się jednym z przywódców ruchu narodowego Górali północnokaukaskich. Nawiązał bliski kontakt z wielkim muftim Zakaukazia, którego przekonał do idei rewolucji lutowej. Od marca 1918 r. pełnił funkcję ministra spraw zagranicznych Republiki Górskiej Północnego Kaukazu. 11 maja 1918 r. był jednym z sygnatariuszy deklaracji niezależności Północnego Kaukazu. Uczestniczył w konferencjach w Trapezuncie i Batumi, próbując skłonić liderów kaukaskich do poparcia projektu utworzenia Federacji Kaukaskiej. Na pocz. 1919 r. przesłał na konferencję wersalską memorandum w sprawie niezależności Północnego Kaukazu. W maju tego roku brał udział w konferencji przedstawicieli Armenii, Gruzji, Azerbejdżanu i Republiki Górskiej w Tyflisie, na której udało mu się przekonać Gruzinów i Azerów do wsparcia militarnego Górali północnokaukaskich w walce z wojskami Białych gen. Antona I. Denikina.
W kwietniu 1920 r., po zaatakowaniu Republiki Górskiej przez wojska bolszewickie, stanął na czele Rady Obrony Republiki. Kiedy bolszewicy zlikwidowali Republikę, zbiegł do Tyflisu. Po wtargnięciu do Gruzji wojsk bolszewickich w lutym 1921 r., został przewodniczącym Komitetu Górsko-Azerbejdżańskiego, pełniącego rolę przedstawicielstwa Górali północnokaukaskich i Azerów przy władzach gruzińskich. Następnie udał się na emigrację na krótko do Turcji, a następnie Francji. W 1922 r. spotkał się z przyszłym królem Afganistanu Mohammadem Nadir Szahem, otrzymując od niego obywatelstwo afgańskie.
Na przełomie października i listopada 1924 r. w Paryżu uczestniczył w rozmowach emigracyjnych przywódców ormiańskich, azerskich, gruzińskich i północnokaukaskich, które doprowadziły do ogłoszenia deklaracji o konieczności utworzenia sojuszu 4 państw kaukaskich w formie konfederacji. Ponadto zdecydowano o utworzeniu specjalnej komisji w celu opracowania projektu konstytucji przyszłej konfederacji, połączeniu wysiłków dyplomatycznych przedstawicieli Kaukazu i powołaniu Komitetu Kaukaskiego, mającego koordynować działania zmierzające do odzyskania niepodległości.
W latach 20. H. Bammat nawiązał kontakty z polskim wywiadem, które trwały do 1939 r. Z jego inicjatywy w 1925 r. w Stambule, przy wsparciu polskiego posła w Turcji Romana Knolla, został utworzony Komitet Kaukaskich Konfederalistów, który w 1927 r. wszedł w skład Komitetu Niezawisłości Kaukazu, centralnego kaukaskiego organu ruchu prometejskiego.
W paryskim mieszkaniu H. Bammata wydano pierwszy numer pisma „Prometeusz”, organu prasowego Komitetu Niezależności Kaukazu. On też był autorem tytułu pisma. Po pewnym czasie jego stosunki z innymi działaczami kaukaskimi pogorszyły się. Pod wpływem władz Polski, które nie sprzyjały prawym kręgom kaukaskiej emigracji, a wbrew opinii H. Bammata, w skład północnokaukaskiej sekcji narodowej Komitetu Niezależności Kaukazu zostali włączeni przywódcy Ludowej Partii Górali Kaukaskich.
Od 1929 r. H. Bammat wydawał w języku rosyjskim pismo „Независимый Кавказ”, które popularyzowało idee kaukaskiej konfederacji. Planował też publikowanie tego pisma po francusku, ale do tego ostatecznie nie doszło z powodu kłopotów finansowych. Z tego powodu w 1931 r., po ukazaniu się 3 numerów, przestało wychodzić pismo „Независимый Кавказ”. W 1934 r. wznowił wydawanie pisma pod nowym tytułem „Кавказ”. Wydawał też drugie pismo „Заря Кавказа”. Wokół tych pism skoncentrowała się złożona z różnych działaczy kaukaskich tzw. Grupa „Kaukaz”, na czele której nieformalnie stał H. Bammat.
W 1938 r. wyjechał on do Szwajcarii, gdzie pracował w poselstwie Afganistanu. Podczas II wojny światowej podjął współpracę z Niemcami. Wydawał w Berlinie pismo „L’Caucasienne Independence”. Wiosną 1942 r. uczestniczył w specjalnej konferencji działaczy kaukaskich, poświęconej stosunkowi władz III Rzeszy do kwestii Kaukazu. Następnie współtworzył Północnokaukaski Komitet Narodowy, prowadzący głównie działalność propagandową. Wykorzystując swoje wpływy w Berlinie mógł zająć w nim wysokie stanowisko, ale w sytuacji, kiedy Niemcy nie zaprezentowali jasno swojego stanowiska co do przyszłej niezawisłości państw kaukaskich, postanowił zrezygnować z zasiadania w Komitecie. Wyjechał z powrotem do Szwajcarii, rozczarowany polityką Adolfa Hitlera w stosunku do spraw kaukaskich. Od stycznia 1943 r. do II poł. lat 50. pełnił funkcję przedstawiciela dyplomatycznego Afganistanu, po czym powrócił do Paryża.
Po zakończeniu wojny odszedł od spraw politycznych, podejmując działalność publicystyczną i naukową. Prowadził badania nad cywilizacjami islamskimi. Wznowił publikowanie pism „Кавказ” i „Заря Кавказа” (w 8 językach). Część publikacji i artykułów, które były pisane po francusku, wydawał pod pseudonimem „George Rivoire”.

## Twórczość
- Le probleme du Caucase, Lozanna 1919
- The Caucasus Problem, Berno 1919
- Le Caucase et la revolution russe, Paryż 1929
- La Position de la Turquie, Paryż 1943
- Visages de l’Islam, Lozanna 1946
- Mecali-el İslam, Kair 1956
- İslamiyetin Manevi ve Kültürel Değerleri, Stambuł 1963
- Apport des musulmans a la civilisation, Genewa 1962
- Muslim Contribution to civilization, Genewa 1962
- Der Beitrag des İslams zum Kulturgut der Menscheit, Genewa 1962
- Davr-el muslimin fi bina’el-medeniyyet-el Gharbiyye, Genewa 1962
- Garp Medeniyetinin Kuruluşunda Müslümanların Rolü, Stambuł 1966